# Mastax pygmaea
Mastax pygmaea é uma espécie de carabídeo da tribo Brachinini, com distribuição restrita à Indonésia.